# Czarniż
Czarniż est une localité polonaise de la gmina mixte de Brusy située dans le powiat de Chojnice en voïvodie de Poméranie. Elle se trouve à environ 24 km au nord-est de Chojnice et 80 km au sud-ouest de la capitale régionale Gdańsk.

## Géographie

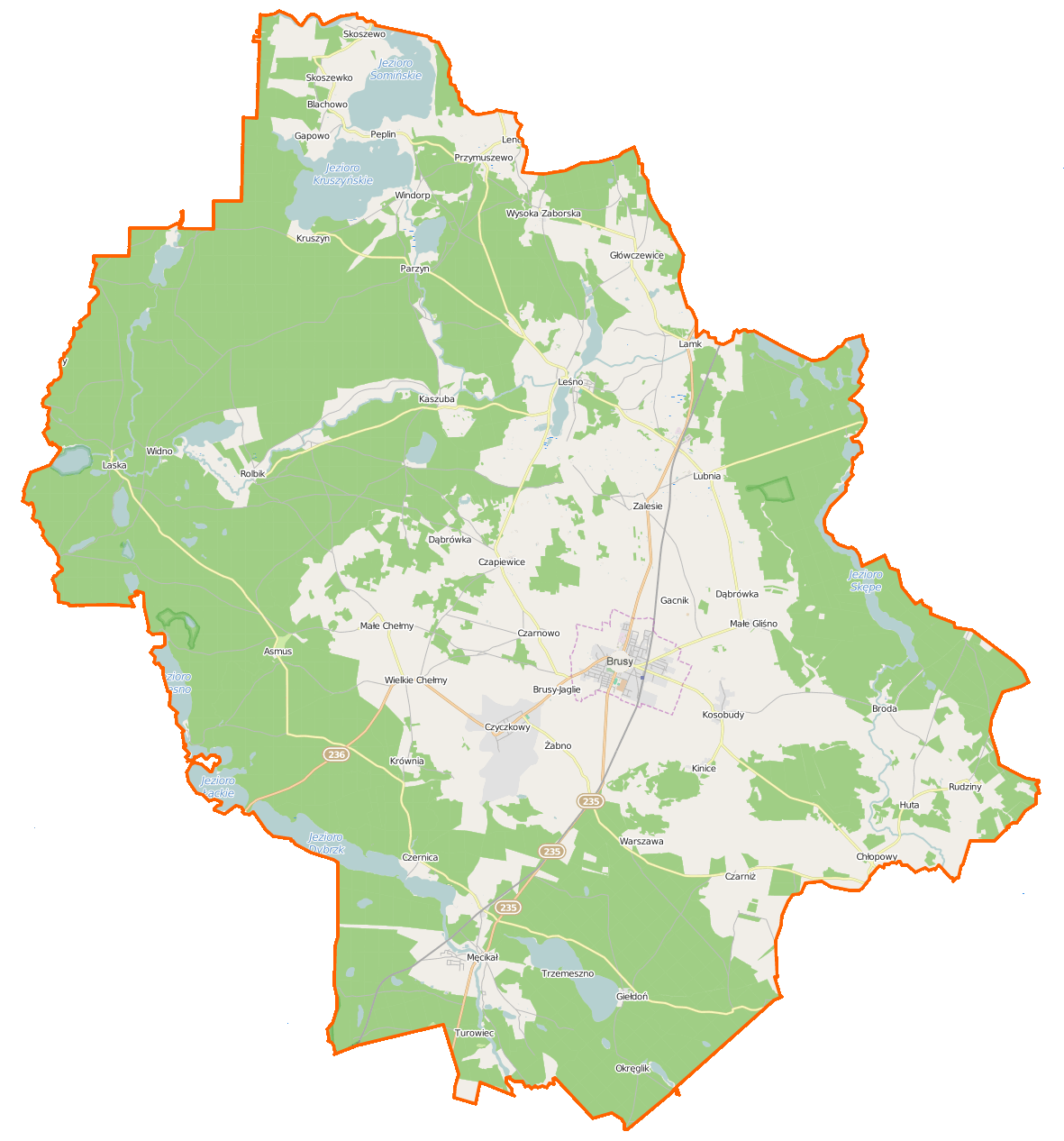
Carte de la gmina de Brusy.